# 역동서원
역동서원(易東書院)은 경상북도 안동시에 위치한 경상북도 시도기념물 제146호인 서원이다.